# Hanson Ferry
Hanson Ferry az Amerikai Egyesült Államok északnyugati részén, Washington állam Asotin megyéjében elhelyezkedő kísértetváros.
Hanson Ferry postahivatala 1891 és 1929 között működött. A település nevét John Hansen telepesről kapta.

## Fordítás
Ez a szócikk részben vagy egészben  a   Hanson Ferry, Washington című angol Wikipédia-szócikk ezen változatának fordításán alapul.  Az eredeti cikk szerkesztőit annak laptörténete sorolja fel. Ez a jelzés csupán a megfogalmazás eredetét és a szerzői jogokat jelzi, nem szolgál a cikkben szereplő információk forrásmegjelöléseként.